# Ераго-кон-Ораго
Ераго-кон-Ораго (итал. Jerago con Orago) — коммуна в Италии, расположена области Ломбардия, подчиняется административному центру Варезе.
Население коммуны составляет 4687 человек, плотность населения составляет 1172 чел./км². Занимает площадь 4 км². 
Почтовый индекс — 21040. Телефонный код — 0331.

## Известные уроженцы
- Алессандро Костакурта (род. 1966) — итальянский футболист, защитник футбольного клуба «Милан» и сборной Италии.